# Tre figure in un paesaggio
Tre figure in un paesaggio (Spavento) è un dipinto a olio su tela (48,5x38 cm) di Salvator Rosa, databile al 1645-1648 circa e conservato nei depositi della Galleria degli Uffizi a Firenze. 

## Storia
L'opera, assegnata concordemente al soggiorno fiorentino dell'artista (1640-1648), è documentata solo dal 1692, quando si trovava alla villa del Poggio Imperiale negli appartamenti di Vittoria della Rovere, e di nuovo nell'inventario dopo la morte del gran principe Ferdinando (1713) a palazzo Pitti. In seguito fu spostato agli Uffizi, dove venne copiato da Jean-Baptiste Wicar per essere inciso dal Masquelier nel 1789, col titolo L'Effroi (lo Spavento) nel repertorio Tableaux, statue, bas-reliefs et camées, de la Galerie de Florence et du Palis Pitti.

## Descrizione e stile
La composizione mostra due figure in primo piano, sulla sommita di un'altura, vestite all'antica con un manto bianco e uno blu mentre sembrano chiedere indicazioni a un terzo persoanggio, posto su un piano inferiore, più giovane e indicante un'altra direzione. Il tutto è completato da un albero a destra, con rami secchi nella direzione indicata dai "filosofi" e frondosi in quella indicata dal giovane, e da uno squarcio di nubi nel cielo, che con l'uso differenziato della luce aggiunge drammaticità a una scena altrimenti pacata nei gesti e nelle emozioni. 
Può darsi che in quest'opera l'artista riprendesse il tema di una dissertazione filosofica, o di una satira o di un testo teatrale, come erano familiare ai membri dell'Accademia dei Percossi di cui faceva parte, ma di cui non ci è giunta traccia. L'interpretazione generalmente accettata oggi è legata alle note pubblicate col repertorio francese del 1789, che farebbero alludere il dipinto al tema della superiorità dell'esperienza pratica sull'erudizione. I due uomini cioè starebbero per avventurarsi in uns strada rischiosa, dove una pietra in rovina indicherebbe una tradizione decrepita, ma verrebbero salvati da un contadino che indica loro la strada sicura.